# Эдвард (баллада)
«Эдвард» (англ. Edward; Child 13, Roud 200) — англо-шотландская народная баллада. Фрэнсис Джеймс Чайлд в своём собрании приводит две версии её текста. Первый был записан Д. Далримплом и опубликован Томасом Пёрси в его «Памятниках старинной английской поэзии» в 1765 году. Другую версию Уильям Мазеруэлл записал со слов некоей миссис Кинг из Килбархана и опубликовал в 1825 году. Он отмечает, что его версия, по-видимому, является более ранней, также обращая внимание на то, что в этом варианте героя зовут Дейви. Мазеруэлл указывает, что имя «Эдвард» в шотландских балладах встречается применительно лишь к английскому королю, и допускает, что Далримпл внёс в текст изменения. Бертран Бронсон предполагает, что тем, кто внёс изменения, был Пёрси.
Сюжетный диалог «Эдварда» схож с присутствующим в балладе «Лиззи Уэн» (англ. Lizie Wan; Child 51), также некоторые исследователи проводят параллели с балладой «Два брата» (англ. The Twa Brothers; Child 49).

## Сюжет
Текст баллады имеет форму диалога. Мать спрашивает своего сына по имени Эдвард: чья кровь находится у него на мече? Тот отвечает, что убил своего сокола, затем говорит про коня, но мать не верит ни одному из объяснений. Эдвард сознаётся, что это кровь его отца (в другом варианте — брата). Глубоко раскаиваясь, он говорит, что обречёт себя на изгнание, оставив свои владения в запустении, а семью — в нищете. В последней строфе он проклинает свою мать, которая, как выясняется, и толкнула его на роковой поступок.
Баллады с похожим сюжетом зафиксированы повсеместно в Северной Европе. Принадлежа к общему скандинавскому типу баллад TSB D 320, они присутствуют в шведском (SMB 153, 4 варианта), датском (DgF 340), исландском (iFkv 76), норвежском и финском (тут вероятно заимствование из шведского) фольклоре.

## Русский перевод
Впервые на русский язык балладу перевела в 1839 году Каролина Павлова. В 1871 году её также перевёл Алексей Константинович Толстой (с немецкого перевода Гердера, позже отредактировав), а в 1875 году — Пётр Исаевич Вейнберг.

## Адаптации
- Иоганнес Брамс использовал вариант Пёрси в переводе Гердера в своём творчестве: в балладе Op. 75, №1 (1870-е).
- Немецкий перевод варианта Пёрси был положен на музыку Карлом Лёве в его Op. 1, No. 1 (1817/18), а также Францем Шубертом в D. 923 (1827).
- Пётр Ильич Чайковский использовал перевод А. К. Толстого в «Шести дуэтах с фортепиано», Op. 46, No. 2 (1880)[5].